# Mårdängsjön
Mårdängsjön är en sjö i Gävle kommun i Gästrikland och ingår i Hamrångeån-Testeboåns kustområde. Sjön har en area på 1,59 kvadratkilometer och ligger 11 meter över havet. Sjön avvattnas av vattendraget Björkeån (Dammån).
Mårdängsjön är grund och sommartid nästan igenväxt av starr, säv och fräken. Däremot mycket lite vass. På vårarna rastar stora mängder änder i sjön, bland andra salskrake, bläsand, stjärtand och skedand. Bland häckande fåglar vid sjön märks ortolansparv, småfläckig sumphöna, grågås, kanadagås, näktergal, gräshoppsångare, brun kärrhök, sångsvan och trana. Ibland ses även rördrom och flodsångare vid sjön.

## Delavrinningsområde
Mårdängsjön ingår i det delavrinningsområde (673860-157505) som SMHI kallar för Utloppet av Mårdängsjön. Medelhöjden är 24 meter över havet och ytan är 12,16 kvadratkilometer. Räknas de 10 avrinningsområdena uppströms in blir den ackumulerade arean 89,54 kvadratkilometer. Avrinningsområdets utflöde Björkeån (Dammån) mynnar i havet. Avrinningsområdet består mestadels av skog (65 procent). Avrinningsområdet har 1,59 kvadratkilometer vattenytor vilket ger det en sjöprocent på 13 procent. Bebyggelsen i området täcker en yta av 0,12 kvadratkilometer eller 1 procent av avrinningsområdet.